# Ricardo Díez Hochleitner
Ricardo Díez Hochleitner (Bilbao, 11 de agosto de 1928-Madrid, 1 de abril de 2020) fue un economista y diplomático español. Presidente honorífico del Club de Roma, presidió esta entidad de encuentro entre naciones entre 1990 y 2000. Realizó en España la reforma educativa con el ministro de educación José Luis Villar Palasí.

## Biografía
Nacido en Bilbao el 11 de agosto de 1928, era hijo de un padre español, Félix Díez Mateo (profesor de lenguas y reconocido esperantista, nacido en Villaviudas, Palencia y fallecido en Palencia) y una madre alemana, María Teresa Hochleitner (nacida en Baviera).
Casado con María Ascensión Rodríguez Martínez, fue padre de siete hijos (entre ellos el diplomático Ricardo Díez-Hochleitner Rodríguez y el economista Eduardo Díez-Hochleitner). Hablaba además de español y alemán, inglés y francés.
Comenzó sus estudios en el Colegio Alemán de Bilbao, para continuarlos posteriormente en el Instituto de Enseñanzas Medias de Bilbao. Se licenció en Ciencias Químicas por la Universidad de Salamanca (1950) y realizó estudios de postgrado de ingeniería química y elaboró su tesis doctoral en la Universidad Técnica de Karlsruhe (República Federal de Alemania). Más tarde concluyó un Máster en Administración de Empresas (MBA) por la Universidad de Georgetown en Washington D. C. (1957-58).

## Actividad profesional
Ricardo Díez fue profesor colaborador de la Cátedra de Química Técnica, con el profesor Ángel Vián Ortuño, en la Facultad de Ciencias de la Universidad de Salamanca entre 1951 y 1952. Nombrado en 1951 delegado de DECHEMA en España (Asociación alemana de maquinaria química), el curso 1952-1953 fue nombrado profesor de la Universidad Nacional de Colombia y de la Universidad Javeriana, puesto que mantuvo hasta 1955.
Coordinador Técnico de la División de Educación industrial y comercial del Ministerio de Educación Nacional de Colombia (1954-1955), fue jefe de la División de Enseñanzas técnicas de la Organización de Educación Iberoamericana - OEI - (en Bogotá y Madrid, 1956-1957). Más tarde fue Inspector general de Formación profesional industrial del Ministerio de Educación Nacional de España (1955-1956) y Coordinador general del Ministerio de Educación Nacional de Colombia y Director de la Oficina de planeamiento integral en Bogotá (de junio de 1956 a julio de 1957). Además, fue asesor de Planeamiento educativo de la Organización de Estados Americanos - O.E.A. - en Washington D. C. (1957-1958).
Destinado a la UNESCO en 1958 como Especialista en planificación y administración de la educación, trabaja en París hasta 1962. Durante 1961-1962 simultanea dicho cargo en la UNESCO con el de secretario ejecutivo de la Comisión de Educación (Task Force) de la Alianza para el Progreso - OEA -, con sede en Washington D. C.
Destinado a Washington, fue el primer director del Departamento de inversiones en educación del Banco Mundial (1962 a 1964). Más tarde fue nombrado director del Departamento de llanificación y financiación de la educación de la UNESCO, de 1965 a 1968.
De regreso a España, fue nombrado secretario general técnico (1968-1969) y subsecretario (1969-1972) del Ministerio de Educación y Ciencia. Desde allí se ocupó de la elaboración del Libro Blanco y del Proyecto de Ley General de Educación, dirigida por el ministro de educación Villar Palasí, que generalizó la educación obligatoria hasta los catorce años. Y posteriormente, con el ministro Iñigo Cavero, culminó la implantación de la Ley en 1977. Los periodistas José Díaz Herrera y Ramón Tijeras le acusaban en su libro El dinero del poder de ser el responable, durante su cargo de subsecretario, de la filtración del ministerio que permitió que Santillana fuera la única editorial que tuvo listos con arreglo a la nueva ley los libros de texto para el nuevo curso escolar, hecho pero el cual este les denunció por intromisión en su honor, ganando en todas las instancias.
Falleció en Madrid a los 91 años el 1 de abril de 2020.

### Otros cargos
- Miembro electo del Consejo Ejecutivo de la UNESCO (1970-1976).
- Consejero de la Fundación General Mediterránea, Madrid (1972-1975).
- Patrono del Consejo Internacional de Desarrollo de la Educación (ICED) Nueva York, desde 1973.
- Miembro del Club de Roma, cooptado en julio de 1976 (desde 1963 en contacto con Aurelio Peccei, en el marco de la cooperación Banco Mundial-ADELA; y con Alexander King, desde 1964, en el marco de la cooperación UNESCO-OCDE); desde 1982 Miembro de su Comité Ejecutivo;[7]
- Vicepresidente del Patronato de la Fundación Santillana. España. (1980-2003).[7]
- Vicepresidente del Club de Roma (1988-1999).
- Presidente del Club de Roma (1990-2000). Entre otras muchas actividades, ha impulsado once nuevos “Informes al Club de Roma” desde 1990.
- Vicepresidente de TIMON S.A. y del Grupo Editorial Santillana, S.A., así como Consejero de Prisa, EL PAÍS y PROPU (1977-2001).[7]
- Presidente del Club de La Haya de directivos de las Fundaciones Europeas (1979-1982).
- Miembro del Comité de Expertos de la EXPO 92 de Sevilla (1988-1992).
- Presidente de Worlddidac y de su Fundación Worlddidac (1982 a 1990).
- Presidente del Consejo Asesor Internacional de la EXPO 2000 (Hannover), así como Presidente del Jurado de Proyectos de Alcance Mundial, de 1994 a 2000.
- Presidente del Verein Global Partnership e.V. Hannover, (1999-2000).
- Vicepresidente de la Confederación Española de Fundaciones (1999-2002).
- Presidente de la Confederación Iberoamericana de Fundaciones (2002-2003).
- Miembro del Consejo Asesor de IDEA (Instituto Internacional Intergubernamental para la Defensa y Promoción de la Democracia y de las Elecciones Libres), con sede en Estocolmo (2002-2008).
- Miembro del Consejo de la Fundación Bertelsmann (Alemania), desde 1993 a 1999 y Patrono de la Fundación Bertelsmann España desde 2005.
- Miembro del Patronato del KNUD, Comisión Alemana sobre la Reforma de las Naciones Unidas, desde 2004.

## Principales cargos ocupados
- Presidente de Honor del Club de Roma y miembro de su Comité Ejecutivo, así como Presidente de Honor de su Capítulo Español.
- Patrono de la Fundación Bertelsmann España desde 2005.
- Presidente del Consejo Asesor Internacional del Club de Roma desde 2008.
- Presidente del Panel Cívico de los Cien (Madrid) desde 2011.
- Miembro del Patronato de la Fundación para una Cultura de Paz;
- Miembro del Consejo Asesor de FRIDE; de FUNDES: de UBUNTU; y de la Fundación Independiente.
- Miembro del Patronato de la Asociación Española de Fundaciones; de la Fundación de la Lengua Española; de África Viva;
- Miembro del Consejo de la Foundation for the Future (Seattle, Washington); etc…

## Distinciones

### España
- Gran Cruz de Isabel la Católica;
- Gran Cruz de Alfonso X el Sabio;
- Gran Cruz del Mérito Militar, distintivo blanco.
- Comendador de la Orden del Mérito Civil de Francia;
- Comendador de la Cruz al Mérito de la R.F. de Alemania;
- Comendador de la Orden Iberoamericana William Prescott.
- Placa de Oro del Servicio Español del Magisterio;
- Medalla de Plata de la UNESCO;
- Medalla de Oro de la OEI;
- Medalla de Oro de la Junta de Castilla y León;
- Medalla de Plata del Real Instituto de Estudios Europeos, de Zaragoza;

### Colombia
- Medalla Cívica Camilo Torres;
- Medalla de Oro de Francisco Santander de Paula;
- Medalla de Oro Simón Bolívar;
- Miembro de honor del Instituto Caro y Cuervo;

### Otros
- Español Universal (2008).
- Cónsul de honor de Bilbao (Cámara de Comercio, Industria y Navegación); Premio ad honorem Novia Salcedo (Bilbao, 2010); Ilustre Bilbaíno (Ayuntamiento de Bilbao, diciembre de 2011).
- Doctor honoris causa por las Universidades de York (Toronto, Canadá); de Soka (Japón); Interamericana (Puerto Rico); de Bucarest (Rumania); San Francisco de Quito (Ecuador); de la Autónoma de Madrid (España); del Instituto de Educación Superior de Brasilia (Brasil); de la Universidad Nacional de Educación a Distancia, UNED (España).
- Miembro de la Academia Mundial, así como de la Academia Europea de Artes y Ciencias;
- Miembro correspondiente de la Academia Nacional de Educación de Argentina;
- Académico numerario de la Real Academia de Ciencias Económicas y Financieras de España.